# Ритчи, Энди (шотландский футболист)
Э́ндрю Ри́тчи (англ. Andrew Ritchie; род. 23 февраля 1956 года в Белсхилле), более известный как Э́нди Ри́тчи (англ. Andy Ritchie) — шотландский футболист, большую часть карьеры провёл в «Гринок Мортон», является вторым бомбардиром в истории клуба после Аллана Макгроу.

## Карьера игрока

### Ранняя карьера
На молодёжных этапах карьеры Ритчи был на просмотре в «Манчестер Юнайтед», «Ковентри Сити», «Эвертоне», «Мидлсбро» и «Рейнджерс», но в 1971 году, в возрасте 15 лет, он решил присоединиться к «Селтику». Вскоре после этого Ритчи был отдан в аренду юниорской команде «Киркинтиллох Роб Рой». В «Селтике» Ритчи не смог найти общий язык с тренером Джоком Стейном, из-за чего перешёл в «Мортон». В рамках сделки в «Селтик» перешёл вратарь «Мортона» Рой Бейнс — в обмен на Ритчи и доплату в размере 10000 фунтов стерлингов.

### «Мортон»
Ритчи провёл свои лучшие годы в команде «Мортон» из Гринока, всего за команду он забил 99 голов в чемпионате. Он пользовался уважением болельщиков клуба и получил прозвища «Король „Каппьелоу Парка“» и «Ленивый идол» (англ. The Idle Idol).
Он дебютировал за «Мортон» 28 октября 1976 года. Он был лучшим бомбардиром чемпионата в сезоне 1978/79.
Ритчи отличался полным по футбольным меркам телосложением. Шотландский футбольный журналист Чик Янг назвал Ритчи «воплощением шотландского футболиста — толстым, ленивым ублюдком, но с отличными навыками игры с мячом». Он был известен в Шотландии своим мастерством исполнения штрафных ударов, которое усовершенствовал, наблюдая за сборной Бразилии перед чемпионатом мира 1974 года. Несколько раз забивал прямым ударом с углового.
В 1979 году Ритчи получил титул игрока года по версии ШАФЖ. Как и остальные его товарищи по «Мортону», он был футболистом на полставки. В день церемонии награждения Ритчи отработал смену асфальтоукладчика на другой своей работе.
Однажды Ритчи чуть не сломал ногу, упав на фотографа Greenock Telegraph Джима Синклера, когда не смог остановиться в ходе длинного забега по полю.
Будучи игроком «Мортона», Ритчи провёл свой единственный матч за сборную Шотландии до 21 года — против Бельгии.

### Дальнейшая карьера
В 1983 году Ритчи перешёл из «Мортона» в «Мотеруэлл». Он был играющим тренером «Альбион Роверс» в сезоне 1984/85. Он ушёл из спорта в 1985 году в возрасте 28 лет. Позже он был тренером и скаутом в «Селтике», затем работал скаутом в «Астон Вилле» и «Манчестер Сити». Он стал официальным наблюдателем за матчами чемпионата Шотландии. 11 октября 2008 года он опубликовал автобиографию «Король Каппьелоу» (англ. The King of Cappielow). Также Ритчи был посвящён раздел в книге «Ущербный гений»; саморазрушающиеся индивидуалисты шотландского футбола" (англ. Flawed Genius; Scottish Football's Self Destructive Mavericks; 2009).
В 2005 году он был признан «культовым героем» среди игроков «Мортона» в интернет-опросе программы BBC Football Focus, получив 64 % голосов.

## Статистика выступлений
| Клуб             | Сезон            | Лига | Лига | Национальные кубки | Национальные кубки | Национальные кубки | Национальные кубки | Прочие | Прочие | Итого | Итого |
| Клуб             | Сезон            | Лига | Лига | Кубок              | Кубок              | Кубок лиги         | Кубок лиги         | Прочие | Прочие | Итого | Итого |
| Клуб             | Сезон            | Игры | Голы | Игры               | Голы               | Игры               | Голы               | Игры   | Голы   | Игры  | Голы  |
| ---------------- | ---------------- | ---- | ---- | ------------------ | ------------------ | ------------------ | ------------------ | ------ | ------ | ----- | ----- |
| Селтик           | 1973/74          | 1    | 0    | 0                  | 0                  | 0                  | 0                  | 0      | 0      | 1     | 0     |
| Селтик           | 1974/75          | 0    | 0    | 0                  | 0                  | 0                  | 0                  | 0      | 0      | 0     | 0     |
| Селтик           | 1975/76          | 8    | 1    | 0                  | 0                  | 1                  | 1                  | 1      | 0      | 10    | 2     |
| Селтик           | Итого            | 9    | 1    | 0                  | 0                  | 1                  | 1                  | 1      | 0      | 11    | 2     |
| Мортон           | 1976/77          | 27   | 22   | 1                  | 0                  | 0                  | 0                  | 0      | 0      | 28    | 22    |
| Мортон           | 1977/78          | 37   | 20   | 4                  | 4                  | 4                  | 2                  | 0      | 0      | 45    | 26    |
| Мортон           | 1978/79          | 35   | 22   | 4                  | 4                  | 6                  | 3                  | 4      | 2      | 49    | 31    |
| Мортон           | 1979/80          | 34   | 18   | 3                  | 1                  | 7                  | 7                  | 4      | 2      | 48    | 28    |
| Мортон           | 1980/81          | 32   | 8    | 6                  | 2                  | 2                  | 1                  | 5      | 5      | 45    | 16    |
| Мортон           | 1981/82          | 25   | 6    | 1                  | 0                  | 5                  | 1                  | 0      | 0      | 31    | 7     |
| Мортон           | 1982/83          | 23   | 3    | 1                  | 0                  | 6                  | 3                  | 0      | 0      | 30    | 6     |
| Мортон           | Итого            | 213  | 99   | 20                 | 11                 | 30                 | 17                 | 13     | 9      | 276   | 136   |
| Мотеруэлл        | 1983/84          | 8    | 1    | 0                  | 0                  | 8                  | 4                  | 0      | 0      | 16    | 5     |
| Мотеруэлл        | Итого            | 8    | 1    | 0                  | 0                  | 8                  | 4                  | 0      | 0      | 16    | 5     |
| Клайдбанк        | 1983/84          | 1    | 0    | 0                  | 0                  | 0                  | 0                  | 0      | 0      | 1     | 0     |
| Клайдбанк        | Итого            | 1    | 0    | 0                  | 0                  | 0                  | 0                  | 0      | 0      | 1     | 0     |
| Ист Стерлингшир  | 1983/84          | 1    | 0    | 0                  | 0                  | 0                  | 0                  | 0      | 0      | 1     | 0     |
| Ист Стерлингшир  | Итого            | 1    | 0    | 0                  | 0                  | 0                  | 0                  | 0      | 0      | 1     | 0     |
| Альбион Роверс   | 1984/85          | 6    | 2    | 0                  | 0                  | 0                  | 0                  | 0      | 0      | 6     | 2     |
| Альбион Роверс   | Итого            | 6    | 2    | 0                  | 0                  | 0                  | 0                  | 0      | 0      | 6     | 2     |
| Всего за карьеру | Всего за карьеру | 238  | 103  | 20                 | 11                 | 39                 | 22                 | 14     | 9      | 311   | 145   |